# Narsha
Pour son premier album, voir Narsha (album).
Narsha (coréen : 나르샤, née le 28 décembre 1981) est une chanteuse sud-coréenne. Elle fait partie du groupe Brown Eyed Girls. Elle commence sa carrière solo en 2010, avec le mini album NARSHA.

## Profil
Narsha (나르샤), de son véritable nom Park Hyo Jin (박효진), est née le 28 décembre 1981. Ses hobbies sont le piano et la collection de CD. Ses artistes préférés sont Tasha, Beyoncé et Insooni. Elle est du groupe sanguin A.

## Discographie

### Mini-album
1. Narsha (8 juillet, 2010)

### Single
1. Mamma Mia (맘마미아) (20 août, 2010)

### Singles digital
1. I'm In Love (1er juillet, 2010)
2. Bbi Ri Bba Bba (삐리빠빠) (12 juillet, 2010)
3. Mamma Mia (맘마미아) (feat.Sunny Hill) (19 août, 2010)